# Đảo Cape Breton

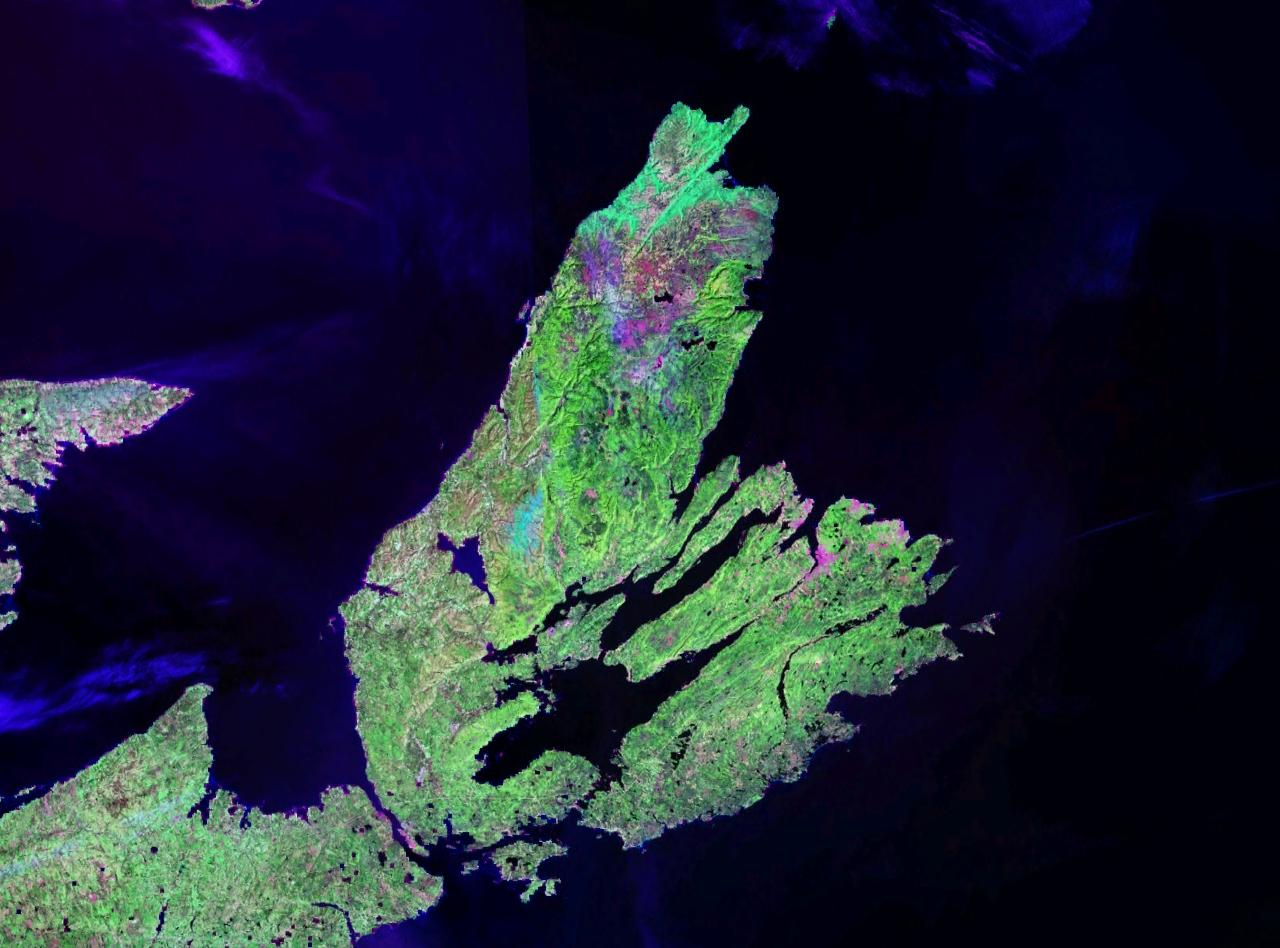
Hình ảnh NASA chụp

Đảo Cape Breton (tiếng Pháp: île du Cap-Breton-trước đây là Île Royale; Scotland Gaelic: Ceap Breatainn hoặc Eilean Cheap Bhreatainn; Míkmaq: Únamakika; hoặc chỉ đơn giản là Cape Breton) là một hòn đảo trên bờ biển Đại Tây Dương của Bắc Mỹ và một phần của tỉnh Nova Scotia, Canada. Tên của nó có thể lấy được từ Capbreton gần Bayonne, hoặc có thể nhiều hơn từ chữ Breton, hình thức tính từ tiếng Pháp của danh từ thích hợp Bretagne, khu vực lịch sử của Pháp.
Đảo có diện tích 10.311 km2 (3981 sq mi), chiếm 18,7% tổng diện tích Nova Scotia. Mặc dù về mặt tự nhiên tách khỏi bán đảo Nova Scotia bởi eo biển Canso, dải đá Canso dài 1.385 m (4.544 ft) kết nối nó với đất liền Nova Scotia. Hòn đảo này là phía đông-đông bắc của lục địa với bờ biển phía bắc và phía tây của nó đối diện trên Vịnh Saint Lawrence; bờ biển phía tây của nó cũng tạo những giới hạn phía Đông eo biển Northumberland. Các bờ biển phía đông và phía nam nhìn ra Đại Tây Dương; bờ biển phía đông của nó cũng tạo nên các giới hạn phía tây của eo biển Cabot. Các sườn núi vươn lên từ nam đến bắc, mà đỉnh cao là vùng đất cao của mũi phía bắc của nó. Một trong các hồ nước mặn lớn nhất thế giới, Bras d'Or, chi phối trung tâm của hòn đảo.
Hòn đảo được chia thành bốn trong 18 hạt của Nova Scotia: Cape Breton, Inverness, Richmond, và Victoria. tổng dân số theo điều tra dân số năm 2011 là 135.974 người "Cape Bretoners"; chiếm khoảng 15% dân số toàn tỉnh. Đảo Cape Breton đã trải qua một sự suy giảm dân số khoảng 4,4% kể từ khi điều tra dân số năm 2006. Khoảng 75% dân số của hòn đảo là ở đô thị Cape Breton khu vực (CBRM) trong đó bao gồm tất cả hạt Cape Breton và thường được gọi là Cape Breton công nghiệp, dựa trên lịch sử của khai thác than và sản xuất thép tại khu vực này, vốn là trung tâm công nghiệp của Nova Scotia trong suốt thế kỷ 20.
Hòn đảo này có năm khu bảo tồn của người dân tộc Mi'kmaq: Eskasoni, Membertou, Wagmatcook, Waycobah, và Potlotek / Đảo Chapel. Eskasoni là lớn nhất kế cả diện tích và dân số.

## Bộ sưu tập ảnh

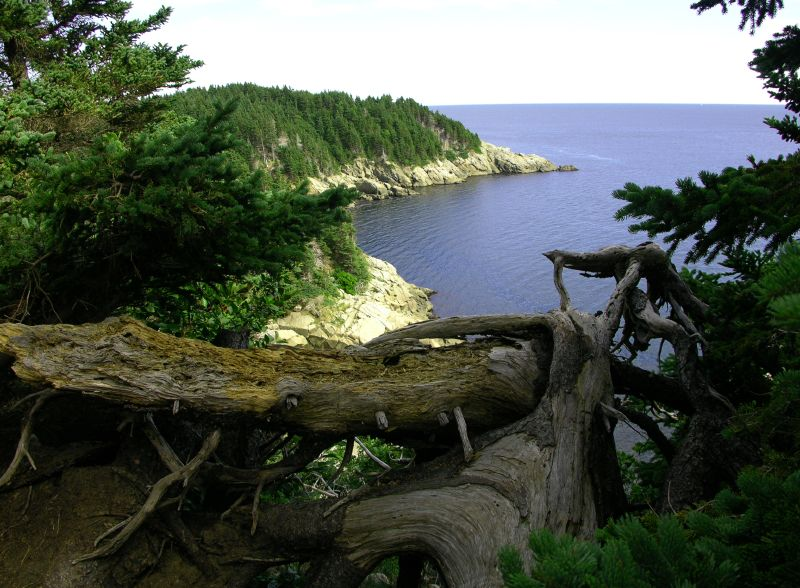
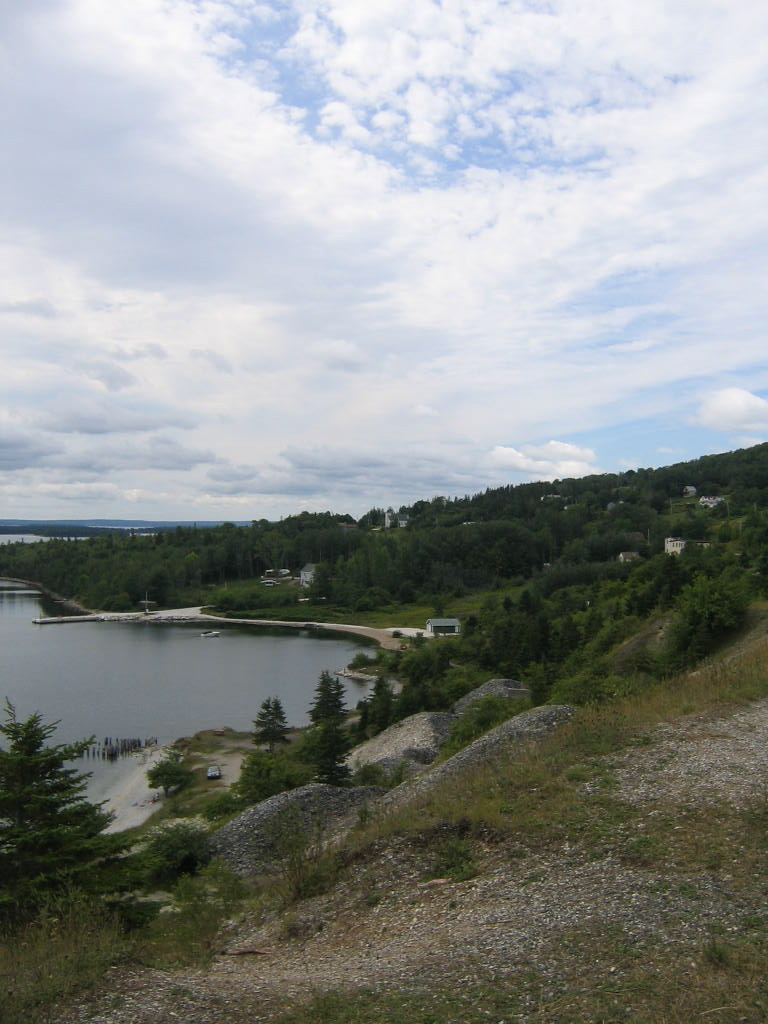
Bờ hồ Bras d'Or ở núi Marble, hạt Inverness.
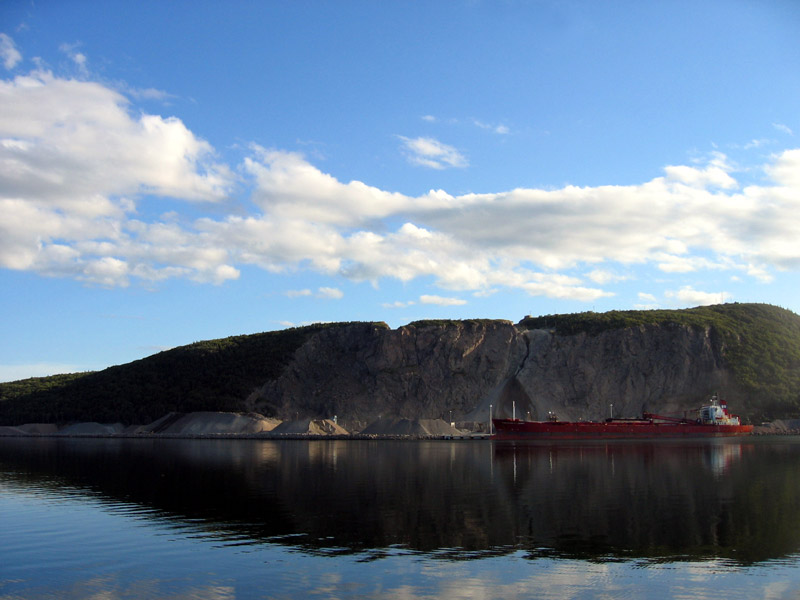
Thuyền đỗ lại ở mỏ khai thác Martin Marietta ở Cape Porcupine.
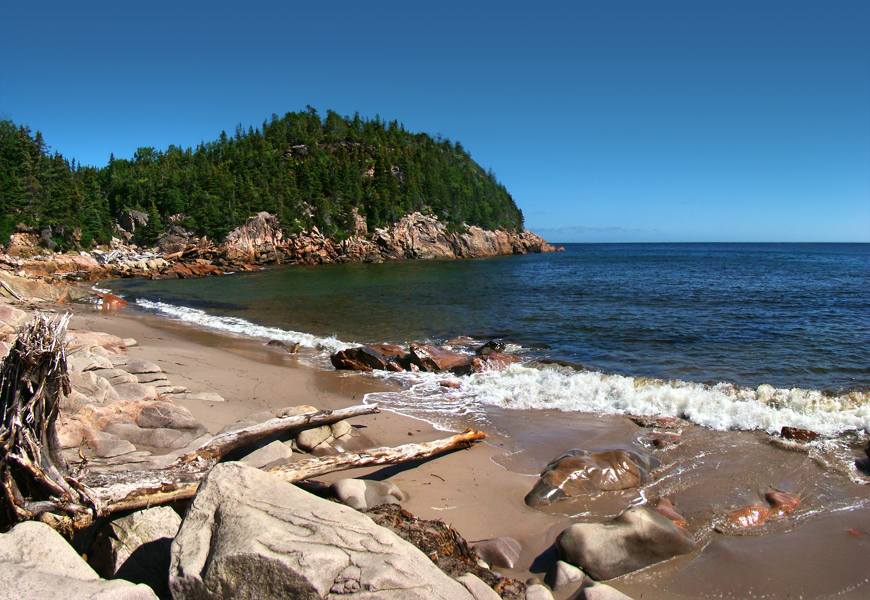
Vườn quốc gia Cape Breton.
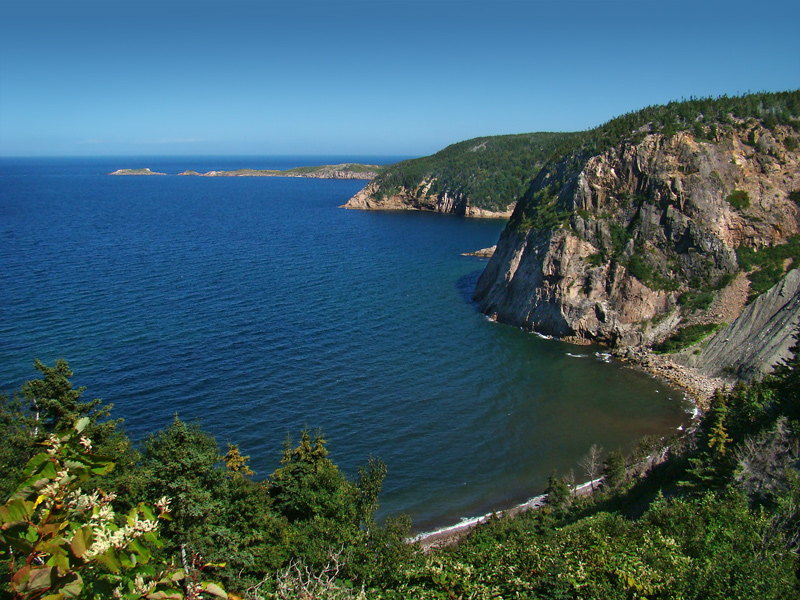
Smelt Brook on the northern shore.
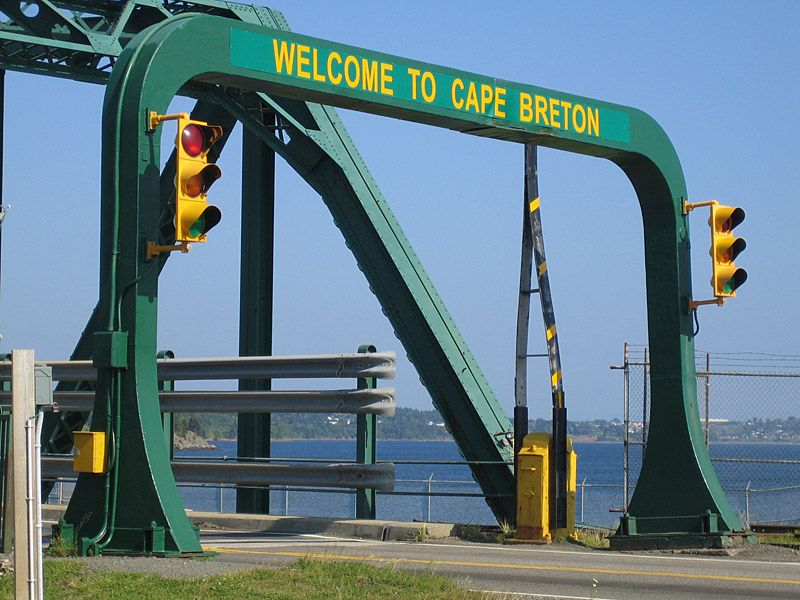
Đi vào đảo Cape Breton từ Canso Causeway.
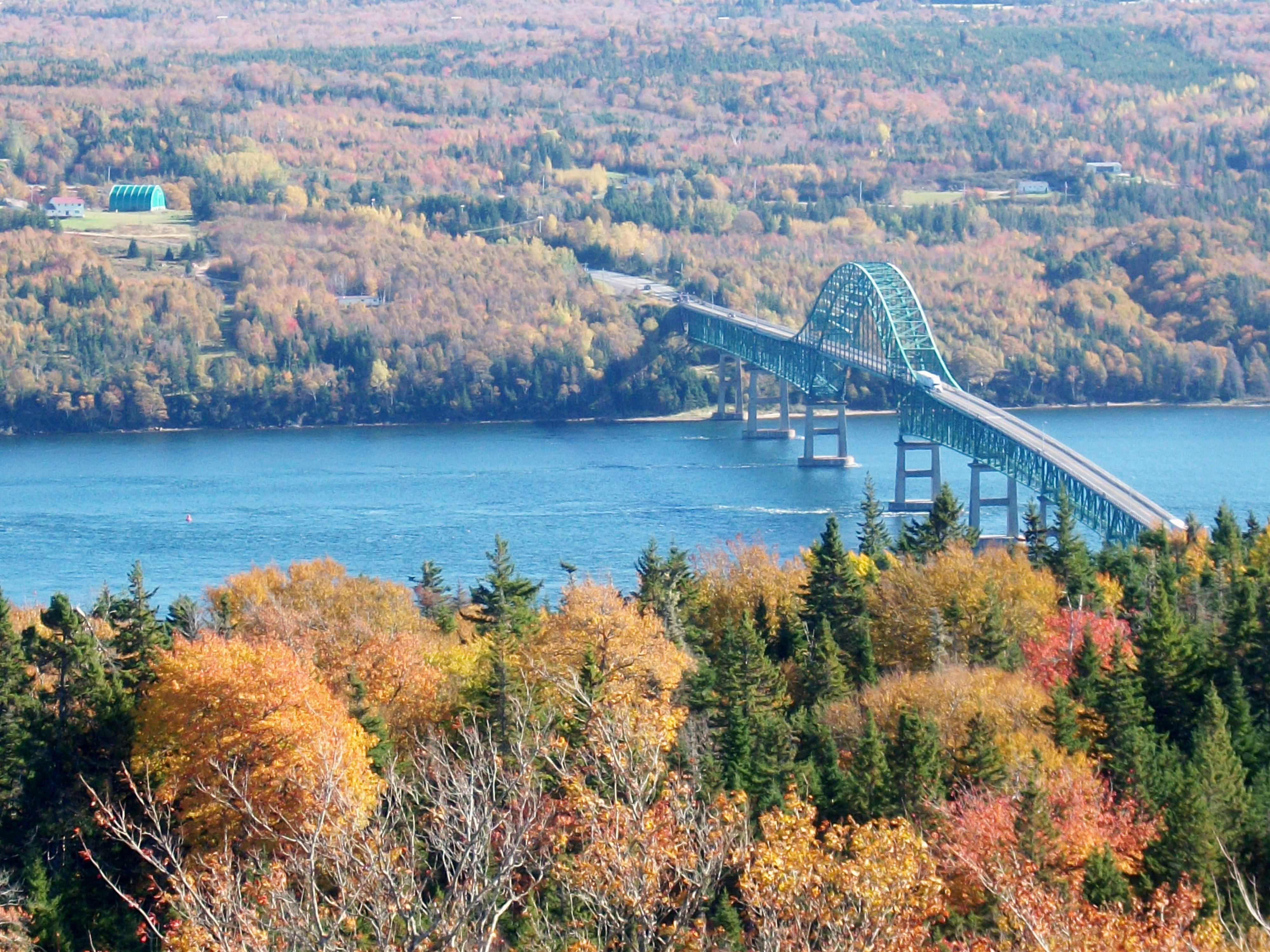
Cầu đảo Seal ở hạt Victoria, cầu dài thứ 3 ở Nova Scotia.
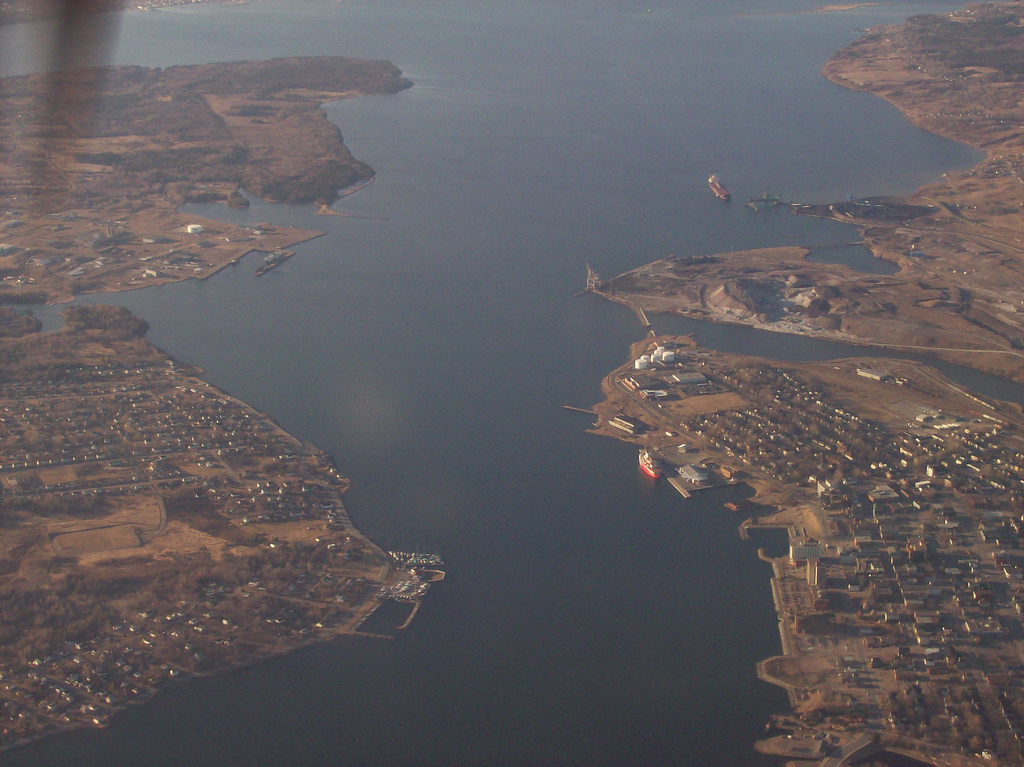
Cảng Sydney, Nova Scotia